# Safranin
Safranin je organické barvivo, používané pro barvení histologických preparátů. Pod pojmem safranin se skrývá skupina látek založených na 3,7-diamino-5-fenylfenazinu (dimethyl- či trimethylsafranin), dostupná pod obchodním názvem Safranin O nebo Základní červeň 2. Jde o drobné krystalky s nazelenalým leskem, dobře rozpustné ve vodě. Roztok je sytě červeně zbarven.